# 布啓一郎
布 啓一郎（ぬの けいいちろう、1960年12月21日-）は、千葉県習志野市出身の元サッカー選手、サッカー指導者。

## 来歴
体育教師志望で日本体育大学に一般入試で受験し合格した。所属したサッカー部では三軍からレギュラーを勝ち取り全日本大学サッカー選手権大会（インカレ）でも優勝している。
日体大卒業後、1984年に船橋市立船橋高等学校に赴任し、サッカー部監督に就任。これ以降、1987年、88年の高校総体連覇をはじめ、高校選手権4回の優勝などの成績を残した。2000年に日本サッカー協会公認のS級ライセンスを取得した。
2003年、船橋市立船橋高校を退職し、U-16日本代表監督に就任したが、日本で開催されたAFC U-17選手権2004は1次リーグで敗退し、2005 FIFA U-17世界選手権出場は成らなかった。
その後は日本サッカー協会技術委員として若年層の強化に努めた。2005年から技術副委員長・ユースダイレクターに就任、『JFA2005年宣言』の実現に向けての『プレジデンツ・ミッション(PHQ)』の一環 として、JFAプリンスリーグU-18発足以降JFA内で進められている育成年代の試合を現在のノックアウトトーナメント方式中心からリーグ戦中心に移行する構想を推し進めた。
2009年、U-19日本代表の監督に就任した。なお、日本経済新聞や夕刊フジは、布の就任についてコーチの牧内辰也と共に過去に若年層の世界大会に出場できなかった彼らにリベンジのチャンスを与えたかったとする、JFA内幹部の配慮であったと報じている。2010年10月に中華人民共和国で開催されたAFC U-19選手権2010に挑み、一次リーグを3戦全勝し決勝トーナメントに進んだものの、準々決勝でU-19サッカー大韓民国代表に敗れ2011 FIFA U-20ワールドカップへの出場権を逸した。2010年いっぱいで監督を辞任。日本サッカー協会技術委員会JFAアカデミープロジェクトリーダーおよびJFAアカデミー福島スクールマスターも務めた。
2015年、ファジアーノ岡山のコーチに就任。
2017年11月、岡山のコーチを退任してザスパクサツ群馬の監督に就任した。翌年の2019年シーズンで2位に入り、チームを3年ぶりのJ2復帰へ導いた。
2020シーズンより、松本山雅FCの監督に就任することが発表された。開幕から21試合で4勝7分10敗の20位に低迷し、9月25日に解任された。
2021年5月、FC今治の監督に就任。2021年9月29日、FC今治の監督を解任された。
2021年12月7日、VONDS市原FCの監督に就任した。
2024年、AC長野パルセイロのヘッドコーチに就任。2024年11月、同年限りでの退任を発表。

## 所属クラブ
- 1973年 - 1976年 習志野市立第四中学校[1]
- 1976年 - 1979年 千葉県立千葉東高校[7]
- 1979年 - 1983年 日本体育大学[7]

## 指導歴
- 1984年 - 2002年 船橋市立船橋高等学校 監督 (体育教諭)
- 2003年 - 2014年 日本サッカー協会
  - 2003年 - 2004年 U-16日本代表 監督
  - 2005年 - 2008年 技術委員会副委員長兼ユースダイレクター[12]
  - 2009年 - 2010年 U-19日本代表 監督
  - 2011年 - 2014年 日本サッカー協会技術委員会JFAアカデミープロジェクトリーダー 兼 JFAアカデミー福島スクールマスター[12]
- 2015年 - 2017年 ファジアーノ岡山FC コーチ
- 2018年 - 2019年 ザスパクサツ群馬 監督
- 2020年 - 同年9月 松本山雅FC 監督
- 2021年5月 - 同年9月 FC今治 監督
- 2022年 - 2023年 VONDS市原FC 監督
- 2024年 AC長野パルセイロ ヘッドコーチ

## 監督成績
| 年度 | 所属    | クラブ | リーグ戦 | リーグ戦 | リーグ戦 | リーグ戦 | リーグ戦 | リーグ戦 | カップ戦             | カップ戦   |
| 年度 | 所属    | クラブ | 順位     | 勝点     | 試合     | 勝       | 分       | 敗       | リーグ杯             | 天皇杯     |
| ---- | ------- | ------ | -------- | -------- | -------- | -------- | -------- | -------- | -------------------- | ---------- |
| 2018 | J3      | 群馬   | 5位      | 52       | 32       | 15       | 7        | 10       | -                    | 2回戦敗退  |
| 2019 | J3      | 群馬   | 2位      | 63       | 34       | 18       | 9        | 7        | -                    | 2回戦敗退  |
| 2020 | J2      | 松本   | 13位     | 19       | 21       | 4        | 7        | 10       | グループステージ敗退 | -          |
| 2021 | J3      | 今治   | 11位     |          | 12       | 2        | 5        | 5        | -                    | 2回戦敗退  |
| 2022 | 関東1部 | 市原   | 4位      | 29       | 18       | 8        | 5        | 5        | -                    | 県予選敗退 |
| 2023 | 関東1部 | 市原   | 優勝     | 46       | 18       | 15       | 1        | 2        | -                    | 県予選敗退 |

- 2020年・2021年は退任時点での成績。

## タイトル

### 監督時代
船橋市立船橋高校サッカー部
- 全国高等学校総合体育大会サッカー競技大会 : 4回 (1987年、1988年、1998年、2001年)
- 全国高等学校サッカー選手権大会 : 4回 (1994年、1996年、1999年、2002年)
- オッテンカップ世界ユース選手権大会 : 1回 (2000年)

ザスパクサツ群馬
- 群馬県サッカー協会長杯サッカー大会 : 2回 (2018年、2019年)

VONDS市原FC
- 関東サッカーリーグ : 1回 (2023年)